# 博万 (奥恩省)
博万（法語：Beauvain，法語發音：[bovɛ̃] ⓘ）是法国奥恩省的一个市镇，属于阿朗松区。

## 地理
博万（48°36'26"N, 0°18'27"W）面积12.46 平方千米，位于法国诺曼底大区奧恩省，该省份为法国西北部内陆省份，北起顺时针与卡爾瓦多斯省、厄尔省、厄尔-卢瓦省、萨尔特省、马耶讷省和芒什省接壤。
与博万接壤的市镇（或旧市镇、城区）包括：拉绍、马塞堡、勒格赖、马尼勒代塞尔、圣乔治达讷贝克、莱蒙当代讷。

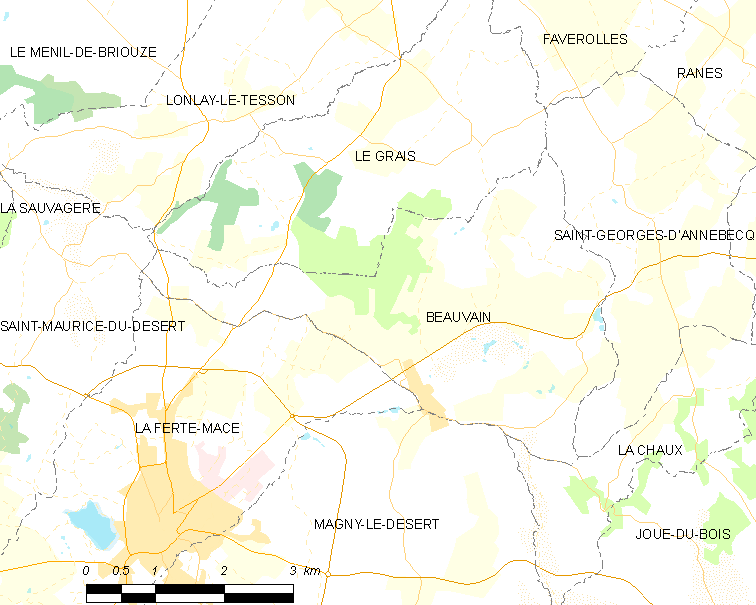
的OSM定位图

博万的时区为UTC+01:00、UTC+02:00（夏令时）。

## 行政
博万的邮政编码为61600，INSEE市镇编码为61035。

## 政治
博万所属的省级选区为马塞堡县。

## 人口

1962-2008年间人口变化图示

博万于2022年1月1日时的人口数量为265人。